# مريجات (عاليه)
مريجات هي قرية لبنانية من قرى قضاء عاليه في محافظة جبل لبنان.